# Bonaventura Berlinghieri

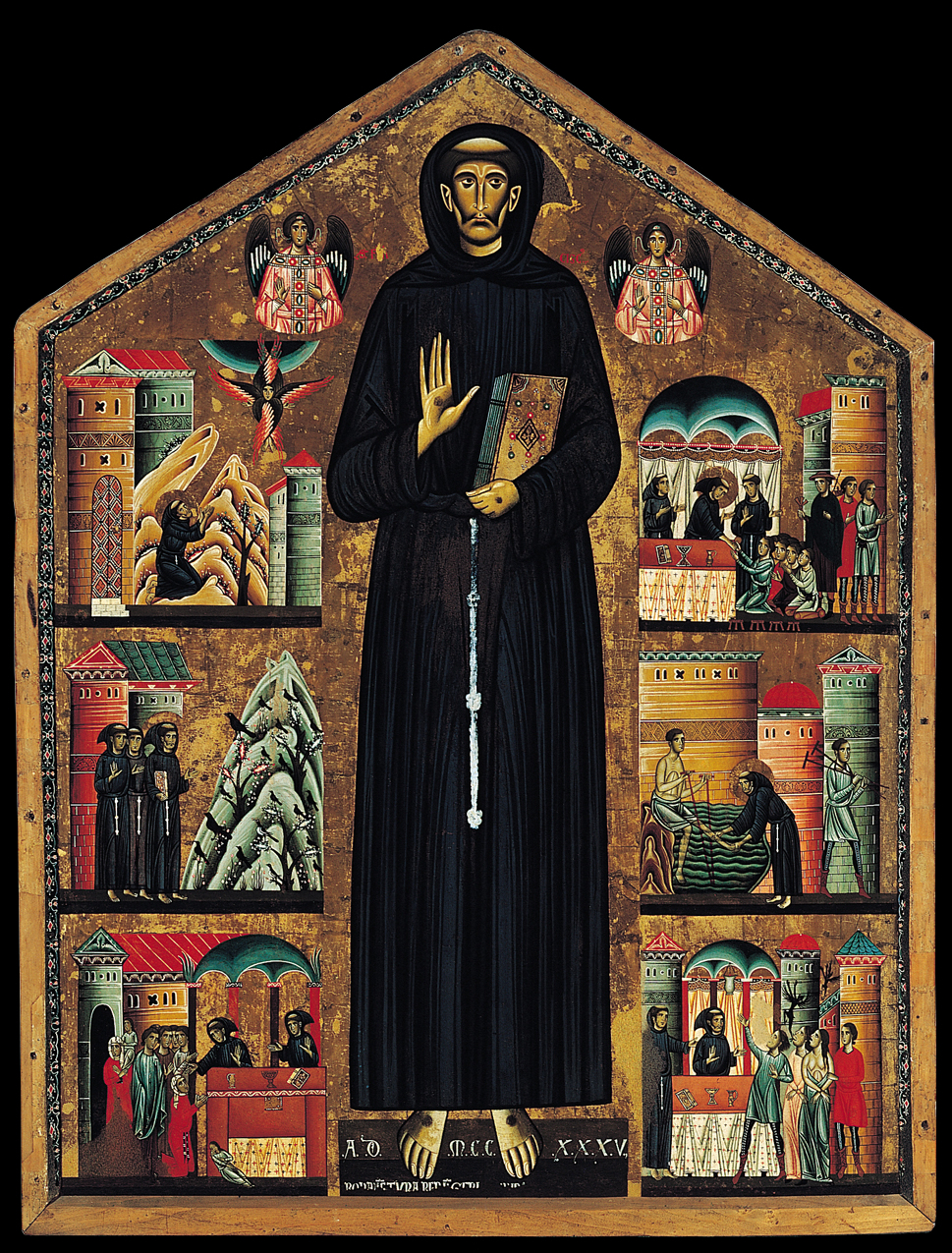
San Francesco y escenas de su vida, iglesia de San Francisco, Pescia, obra de 1235.

Bonaventura Berlinghieri o Bonaventura Berlinghiero (Lucca, 1215 - después de 1274) fue un pintor gótico italiano del siglo XIII.

## Biografía
Fue hijo de Berlinghieri Berlinghiero y trabajó con su padre y su hermano Barone en su taller común, lo que complica las atribuciones precisas. Como resultado de su arte, medieval, produce numerosos crucifijos según la iconografía del Cristo vivo con los ojos abiertos. Bonaventura está documentado entre 1228 y 1274 en Lucca y se incluye dentro de la escuela florentina. 
Entre sus obras, destaca su San Francisco y seis episodios de su vida, retablo sobre madera en la iglesia de San Francesco de Pescia. Se trata seguramente de la primera representación del santo, representado de pie en pie en toda la altura del cuadro, en una instalación hierática y frontal, con algunos episodios hagiográficos, nueve años solamente después de la muerte del santo. Se considera que es la única obra segura del pintor, pues en su inscripción puede leerse: «Anno Domini MCCXXXV Bonaventura Belinghieri de Luc...».

## Obras
- (it:) San Francesco e storie della sua vita (San Francisco y escenas de su vida) (1235), iglesia de San Francesco, Pescia
- Crucifijo franciscano, proveniente de Volterra, adquirido por el museo Calvet de Aviñón, expuesto en el museo del pequeño palacio
- Crucifijo, pinacoteca de Licca, probablemente del padre
- Crucifijo, palacio Venezia, Roma
- Anunciación, mosaico coloreado, San Frediano Lucca
- Díptico de la Crucifixión y de la Virgen con el Niño y santos (atribuido), en la Galería de los Uffizi, Florencia